# Like Toy Soldiers
«Like Toy Soldiers»  —en español: «Como Soldados de Juguete»—  es una canción interpretada por el cantante estadounidense Eminem. Fue lanzada como el tercer sencillo de su álbum de 2004 Encore. La canción contiene un sample de «Toy Soldiers» de Martika, así como elementos de «50 Ways to Leave Your Lover» de Paul Simon.[cita requerida] «Like Toy Soldiers» fue incluida en el álbum recopilatorio de 2005 Curtain Call: The Hits. 

## Video musical
El video musical de la canción, lanzado en 2004, muestra a Proof de D12 siendo acribillado en un drive-by. El propio Proof sería asesinado dos años más tarde, el 11 de abril de 2006, en el nightclub CCC en Detroit.
50 Cent, Obie Trice y D12 realizaron cameos en el video. Al final del video, se muestran imágenes de los raperos Tupac Shakur, The Notorious B.I.G., Big L y Bugz, quienes murieron asesinados.

## Listas de popularidad
| Lista (2004-2005)                 | Posición más alta |
| --------------------------------- | ----------------- |
| Australian Singles Chart          | 4                 |
| Billboard Hot 100                 | 34                |
| Billboard Hot R&B/Hip-Hop Songs   | 64                |
| Billboard Pop 100                 | 24                |
| Irish Singles Chart               | 3                 |
| Listas musicales de Alemania      | 8                 |
| Listas musicales de Finlandia     | 15                |
| Listas musicales de Francia       | 34                |
| Listas musicales de Italia        | 8                 |
| Nederlandse Top 40 (Países Bajos) | 8                 |
| New Zealand Singles Chart         | 2                 |
| Sverigetopplistan (Suecia)        | 14                |
| Swiss Record Charts               | 3                 |
| UK Singles Chart                  | 1                 |
| Ultratop 40 (Valonia)             | 18                |
| Ultratop 50 (Flandes)             | 11                |
| VG-lista (Noruega)                | 4                 |
| Ö3 Austria Top 40                 | 8                 |